# Valeri Pereshkura
Valeri Pereshkura (Ucrania, 20 de septiembre de 1977) es un gimnasta artístico ucraniano, subcampeón olímpico en 2000 en el concurso por equipos.

## 2000
En los JJ. OO. de Sídney (Australia) consigue la medalla de plata en la competición por equipos, tras China (oro) y por delante de Rusia (bronce), siendo sus compañeros de equipo: Alexander Beresh, Valeri Goncharov, Ruslan Mezentsev, Olexander Svitlichni y Roman Zozulya.